# Maidana deficiens
Maidana deficiens är en fjärilsart som beskrevs av Moore 1888. Maidana deficiens ingår i släktet Maidana och familjen mätare. Inga underarter finns listade i Catalogue of Life.